# Ribalonga (Alijó)
Ribalonga is een plaats (freguesia) in de Portugese gemeente Alijó en telt 291 inwoners (2001).